# Perché taccia il rumor di mia catena
Perché taccia il rumor di mia catena è un sonetto composto da Ugo Foscolo in giovane età: fu pubblicato nel Nuovo Giornale dei Letterati di Pisa nella serie degli otto sonetti. Confluirà poi nelle Poesie di Ugo Foscolo,pubblicate prima presso Destefanis a Milano nell'aprile 1803, e poi per Agnello Nobile, sempre nella città lombarda, in agosto.
Il sonetto IV è una confessione che il poeta fa al suo fiumedilacrime, dovuto ad una passione dolorosa. La catena “di lagrime, di speme e di amor vivo” come immagine della prigionia d’amore è un topos che trova numerosi riscontri nella tradizione lirica. Si tratta della prima tessera di una serie di parole e di situazioni che rinviano a Dante e a Petrarca e che attraversano in maniera sistematica il testo foscoliano.
Tutto il testo è di ispirazione petrarchesca: è petrarchesca la pietà che tiene a freno il poeta (“il duol’ m’affena”), così come l’ambientazione silvestre tipica di Solo et pensoso o la descrizione dei capelli lucenti e della bocca rosea.
Gli occhi ridenti hanno invece ispirazione oraziana: “nunc et latentis proditor intimo / gratus puellae risus ab angulo” (Orazio, Carm. I 9, 21-22). Riprenderà il verso oraziano lo stesso Leopardi nella sua A Silvia: “Silvia, rimembri ancora / Quel tempo della tua vita mortale, / Quando beltà splendea / Negli occhi tuoi ridenti e fuggitivi, / E tu, lieta e pensosa, il limitare / Di gioventù salivi?”.
Sia per Foscolo che per Leopardi la bellezza è qualcosa di “fuggitivo”, un’imago, un’apparizione che è destinata a crollare nelle tenebre della morte, così come quando nell’Eneide Enea cerca di gettare le braccia al collo di Anchise, il quale è solo un’imago destinata a scomparire.